# Argyrodes antipodianus
Argyrodes antipodianus är en spindelart som beskrevs av O. Pickard-Cambridge 1880. Argyrodes antipodianus ingår i släktet Argyrodes och familjen klotspindlar. Inga underarter finns listade i Catalogue of Life.